# Atractus bocki
Espèce
Synonymes
- Atractus canedii Scrocchi & Cei 1991

Atractus bocki est une espèce de serpents de la famille des Dipsadidae.

## Répartition
Cette espèce se rencontre dans le département de Cochabamba en Bolivie et dans les provinces de Jujuy et de Salta en Argentine.

## Description
Dans sa description Werner indique que le spécimen en sa possession mesure 365 mm dont 66 mm pour la queue.

## Étymologie
Cette espèce est nommée en l'honneur de Carl Alfred Bock (1849–1932) qui a collecté le spécimen étudié.

## Publication originale
- Werner, 1909 : Über neue oder seltene Reptilien des Naturhistorischen Museums in Hamburg. Jahrbuch der hamburgischen Wissenschaftlichen Anstalten, vol. 26, p. 205-247 (texte intégral).